# La Châtaigneraie
La Châtaigneraie là một xã trong vùng hành chính Pays de la Loire, thuộc tỉnh Vendée, quận Fontenay-le-Comte, tổng La Châtaigneraie. Tọa độ địa lý của xã là 46° 39' vĩ độ bắc, 00° 44' kinh độ đông. La Châtaigneraie nằm trên độ cao trung bình là 172 mét trên mực nước biển, có điểm thấp nhất là 77 mét và điểm cao nhất là 177 mét. Xã có diện tích 7,94 km², dân số vào thời điểm 1999 là 2762 người; mật độ dân số là 348 người/km².

## Thông tin nhân khẩu
| 1962  | 1968  | 1975  | 1982  | 1990  | 1999  |
| ----- | ----- | ----- | ----- | ----- | ----- |
| 2.056 | 2.371 | 2.906 | 3.055 | 2.904 | 2.762 |